# کانتگیر
کانتگیر (روسی: Кантегир) یک رودخانه در سرزمین کراسنویارسک کشور روسیه است.